# Baloži
Baloži er beliggende i Rigas distrikt i det centrale Letland og fik byrettigheder i 1991. Byen opstod omkring tørvfabrikken "Baloži", der etableredes i 1947. Før Letlands selvstændighed i 1918 var byen også kendt på sit tyske navn Rollbusch.